# Хангерфорд, Уолтер, 1-й барон Хангерфорд

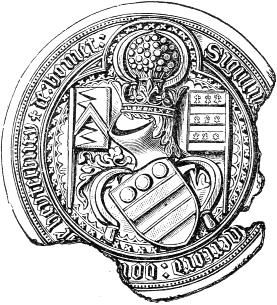
Печать Уолтера Хангерфорда, 1-го барона Хангерфорда

Уолтер Хангерфорд (англ. Walter Hungerford; 22 июня 1378 — 9 августа 1449, замок Фарли-Хангерфорд, Сомерсет, Королевство Англия) — английский аристократ, 1-й барон Хангерфорд с 1426 года, кавалер Ордена Подвязки. Принадлежал к рыцарскому роду, после смерти отца в 1397 году стал одним из самых богатых и влиятельных землевладельцев юго-западной Англии и в течение жизни существенно расширил свои владения за счёт браков, покупок и королевских пожалований. В 1399 году поддержал мятеж Генриха Болингброка, ставшего королём Генрихом IV. Много раз заседал в парламенте как рыцарь графства (в 1414 году занимал пост спикера). 
Участвовал в ряде дипломатических миссий и военных кампаний на континенте, особенно отличился в походах Генриха V, наградившего его орденом Подвязки, должностью камергера и землями в Нормандии. При малолетнем Генрихе VI Хангерфорд заседал в регентском совете, был оппонентом Хамфри Глостерского, в 1426—1432 годах занимал должность лорда-казначея. В конце 1430-х годов начал отходить от дел, сохраняя при этом своё влияние. Умер в одном из своих поместий в 70-летнем возрасте.

## Биография

### Происхождение и владения
Уолтер Хангерфорд принадлежал к рыцарскому роду, связанному с поместьем Хангерфорд в Беркшире. Его предки стали владельцами ряда поместий в Уилтшире и регулярно представляли это графство в парламенте примерно с 1320 года; там заседали дед Уолтера, носивший то же имя, двоюродный дед, сэр Роберт, и отец — сэр Томас Хангерфорд, первый известный из источников спикер парламента. Представители этой семьи были верными сторонниками Ланкастерского дома, управляли отдельными имениями Джона Гонта и нескольких других английских магнатов, благодаря чему обладали известностью и влиянием во всех южных графствах.
Уолтер был четвёртым сыном Томаса Хангерфорда и первым из его сыновей от второго брака с Джоан Хасси, дочерью сэра Эдмунда Хасси из Холбрука. Трое старших братьев, родившихся от первой жены Томаса Элеаноры Струг, умерли детьми, так что Уолтер стал наследником всех семейных владений, значительно увеличившихся благодаря его отцу. Это были земли в Сомерсете (именно в этом графстве находилась главная резиденция Хангерфордов Фарли-Монфорт, переименованная позже в Фарли-Хангерфорд), Глостершире, Уилтшире. Кроме того, отец устроил для Уолтера в 1396 году выгодный брак с Кэтрин Певерел, приданое которой включало ряд поместий в Оксфордшире. После смерти тёщи в 1422 году Хангерфорд разделил со своим свояком Уильямом Толботом владения её деда — Джона Мельса, 4-го барона Мельса; наконец, в 1439 году, когда Элеанора Толбот умерла бездетной, Уолтер получил все земли Мельсов, располагавшиеся в Сомерсете, Девоне и Корнуолле.
Одно только отцовское наследство, полученное после смерти сэра Томаса в 1397 году и официально признанное двумя годами позже, сделало Хангерфорда одним из самых влиятельных людей на юго-западе Англии. Однако он продолжал расширять семейные владения за счёт браков своих детей. В 1416 году Уолтер купил за тысячу фунтов право устроить брак для Марджори Бёрнелл, внучки и наследницы Хью, 2-го барона Бёрнелла, и выдал эту девушку за своего сына Эдмунда; впрочем, в 1420 году, когда барон умер, выяснилось, что его наследство не очень велико. В 1421 году Хангерфорд организовал женитьбу старшего сына, Роберта, на Маргарет, дочери и наследнице 3-го барона Ботро. Этот союз принёс его семье не менее 52 маноров и второй баронский титул (1462), а также помог добиться для сына Роберта руки еще одной богатой наследницы — внучки сэра Уильяма Молейнса с 20 манорами в Бакингемшире, Корнуолле, Оксфордшире и Уилтшире (1439). Дочерей сэр Уолтер выдавал за молодых наследников, право опекать которых покупал у короны: Элизабет стала женой сэра Филиппа Куртене из Паудерема, племянника и наследника епископа Нориджа, а Маргарет вышла за Уолтера Родни. Хангерфорд управлял владениями зятьёв.
Вторая женитьба сэра Уолтера оказалась самым прибыльным из всех заключённых им брачных союзов. Элеанора Фицалан, вдовствующая графиня Арундел, владела в качестве наследства и приданого более чем 30 манорами и множеством других поместий в Дорсете, Глостершире, Шропшире, Уилтшире и ещё семи графствах. Эти земли приносили почти 700 фунтов в год, почти столько же, сколько все личные владения сэра Уолтера, и они принадлежали Хангерфорду jure uxoris до конца его жизни. Только после смерти Элеаноры в 1455 году они перешли к Уильяму Фицалану, 16-му графу Арунделу, её сыну от первого брака.
Ещё около 40 поместий (в основном в Сомерсете и Уилтшире) сэр Уолтер купил. Ему принадлежали также трактир в Лондоне, на Чаринг-Кросс, он получал доходы от земель, взятых в аренду, переданных ему короной в пожизненное владение, находившихся под его опекой. В целом Хангерфорд был очень богатым человеком, и уровень его достатка постоянно рос. В 1421 году доходы сэра Уолтера от поместий составляли 650 фунтов в год, к 1430 году они выросли до 1047 фунтов, а к 1449 — до 1800. Кроме того, Хангерфорд получал значительные суммы в виде жалованья. Разветвлённые семейные связи и наличие владений в ряде графств помогли ему сделать успешную карьеру.

### Ранние годы и начало карьеры
Уолтер Хангерфорд родился в 1378 году. Возможно, отец предназначил его для церковной карьеры, но потеря старших сыновей заставила сэра Томаса пересмотреть эти планы. В юности Уолтер, по одному из предположений, некоторое время учился в Оксфордском университете; позже он профинансировал строительство колокольни в одном из местных колледжей. В 1395 году Уолтер стал смотрителем Селвудского леса, в 1396 году женился, а в 1397, после смерти отца, унаследовал все его владения. В свои права он вступил двумя годами позже, достигнув совершеннолетия. Когда Генрих Болингброк поднял мятеж против короля Ричарда II (1399 год), Хангерфорд его поддержал, продолжив таким образом семейную традицию службы Ланкастерам. Болингброк стал королём под именем Генриха IV; Уолтера он наградил рыцарским званием, поместьем Бартон и ежегодной пенсией в 40 фунтов из доходов от земель Маргарет Норфолкской.
В январе 1400 года Хангерфорд оказался вовлечён в события, связанные с Крещенским заговором. Группа лордов решила поднять мятеж, чтобы вернуть корону Ричарду II; двое из них, графы Солсбери и Кент, напали на Виндзорский замок, чтобы захватить Генриха IV. Короля они там не нашли. Попавшегося им сэра Уолтера мятежники заставили ехать с ними на запад, до Сайренсестера в Глостершире. Хангерфорд нашёл способ предупредить городские власти, благодаря чему графы были схвачены и вскоре убиты толпой. Однако существовала и другая версия событий: 27 января 1400 года присяжные из Сайренсестера официально заявили, что Хангерфорд был на стороне мятежников и, в частности, разграбил один из домов в этом городе. После этого одно из поместий сэра Уолтера было конфисковано. Началось расследование, которое доказало невиновность подозреваемого.
Хангерфорд много раз вызывался в парламент от Уилтшира (1400, 1407, 1413, 1413—1414 годы) и один раз от Сомерсета (1409 год). В 1401 году он был в числе уилтширских рыцарей, вызванных в Вестминстер на заседание Большого совета, в 1402 году предположительно совершил паломничество в Святую землю, в 1403 году занял должность шерифа Уилтшира. Известно, что в 1406 году сэр Уолтер получил 100 марок в качестве возмещения расходов, понесённых на военной службе (в частности, в Кале, где он отстоял честь Англии в поединке с неким французским рыцарем). В том же году он был назначен камергером младшей дочери короля Филиппы, которая тогда готовилась к свадьбе с Эриком Померанским.

### При Генрихе V
Когда корону получил сын Генриха IV Генрих V (март 1413 года), карьера Хангерфорда перешла на новый уровень; в связи с этим существует предположение, что сэр Уолтер принадлежал к окружению Генриха-младшего ещё в бытность последнего принцем Уэльским. Новый король в апреле 1413 года назначил Хангерфорда главным управляющим поместьями герцогства Ланкастерского к югу от Трента. Во втором парламенте Генриха V, который заседал в Лестере в апреле 1414 года, сэр Уолтер был избран спикером. Он добился принятия новых законов против лоллардов и конфискации владений иностранных монастырей на территории Англии, чем, по-видимому, хорошо себя зарекомендовал. Этим можно объяснить тот факт, что после роспуска парламента Хангерфорду доверили две важные дипломатические миссии: сначала он ездил в Кобленц, на переговоры с императором Сигизмундом, потом в Констанц, представлять короля на церковном соборе. В Англию сэр Уолтер вернулся в мае 1415 года.
Хангерфорд принял участие в первой французской кампании Генриха V (1415 год) во главе отряда из 17 латников и 55 лучников. Он сражался при Арфлёре и при Азенкуре, причём накануне решающей битвы, по словам хрониста, вслух высказал несбыточное желание, чтобы в английской армии было на 10 тысяч лучников больше; король на это ответил, что уповать нужно не на численность людей, а на божью милость. Существует легенда, что именно Хангерфорд взял при Азенкуре в плен Карла Орлеанского (в действительности это не так). О личных подвигах сэра Уолтера в этой битве ничего не известно, но его люди захватили восемь знатных пленников.
В мае 1416 года, когда в Англию приехал император Сигизмунд, именно Хангерфорду поручили сопровождать гостя. В том же году сэр Уолтер участвовал в организации морского похода на помощь осаждённому французами Арфлёру и, по-видимому, сражался с вражеским флотом в устье Сены. Не позже февраля 1417 года он стал членом Королевского совета, а вскоре после этого был назначен управляющим королевским двором. С отрядом в 60 копейщиков и 85 лучников Хангерфорд высадился в составе королевской армии в Нормандии. Он участвовал в боевых действиях три с половиной года: вёл переговоры о капитуляции Кана, осаждал Фалез, под началом герцога Глостерского воевал в Котантене, где стал капитаном взятого Шербура. Позже сэр Уолтер вернулся в состав королевской армии и принял участие в осаде Руана (зимой 1418—1419 годов). Именно он осенью 1419 года договорился о союзе с новым герцогом Бургундии Филиппом Добрым, что оказало огромное влияние на ход войны. Предположительно Хангерфорд был в свите короля в течение всего 1420 года, а в феврале 1421 года вместе с ним отправился в Англию на коронацию его жены Екатерины Валуа. Позже он вместе с монархом вернулся на континент и участвовал в осаде Мо. В этом городе 31 августа 1422 года сэр Уолтер присутствовал при кончине Генриха V. Последний на смертном одре подтвердил свою волю о назначении Хангерфорда одним из опекунов наследника престола, Генриха, которому было тогда всего восемь месяцев. Сэр Уолтер сопровождал тело короля в Англию.
Участие в кампаниях Генриха V принесло Хангерфорду много благ: сэр Уолтер получил в награду за военные заслуги пост главного камергера и баронию Оме в Нормандии (ноябрь 1418 года), орден Подвязки (3 мая 1421 года). Благодаря доходам от новых владений и захваченной в боях добыче он смог восстановить замок Фарли.

### При Генрихе VI
Первый парламент нового правления назначил Хангерфорда членом регентского совета с жалованьем сто фунтов в год. Сэр Уолтер регулярно посещал заседания совета, делая перерывы только для поездок на театр боевых действий: так, он находился во Франции в 1423—1424 годах с герцогом Эксетером, в 1425 году — в качестве советника герцога Бедфорда. В 1424 году Хангерфорд во второй раз был назначен управляющим королевским двором, а в 1425 году он стал камергером герцогства Ланкастерского и соответственно возглавил Совет герцогства. В это время дядя короля Хамфри, герцог Глостер, начал претендовать на расширение своих полномочий как регента за счёт регентского совета. Сэр Уолтер, по-видимому, сочувствовал противостоявшей герцогу умеренной «партии»; та, чтобы заручиться его поддержкой, предоставила ему титул барона Хангерфорда (январь 1426 года). Спустя два месяца новоиспечённый лорд получил ещё и пост лорда-казначея, который прежде занимал друг Глостера Джон Стаффорд.
Хангерфорд возглавлял казначейство шесть лет. Именно в это время начались поражения англичан во Франции; сэр Уолтер счёл необходимым заявить в парламенте в 1431 году, что он несколько раз требовал улучшить снабжение армии, осаждавшей Орлеан, и вообще всегда выступал за первоочередное финансирование континентальных кампаний. Барон оставался противником Глостера. В частности, в ноябре 1431 года он наложил запрет на любые увеличения жалованья герцога как лейтенанта и главного советника короля. В феврале 1432 года Глостер, влияние которого на время увеличилось, добился замены Хангерфорда на посту лорда-казначея своим другом Джоном Скрупом, 4-м бароном Скрупом из Месема.
Оставив высокую должность, барон отправился во Францию с отрядом в 50 латников и 250 лучников. Он участвовал во взятии Провена и, видимо, именно тогда взял в плен Жана де Вандома, видама Шартрского. В апреле 1433 года Хангерфорду было поручено ехать в Базель, на церковный собор, где обсуждался возможный мир между Англией и Францией; неясно, состоялась ли поездка, так как барон был на заседаниях парламента, заседавшего с июля по декабрь того же года. В 1435 году он участвовал в переговорах с Францией и Бургундией, проходивших в Аррасе, в 1439 году — в переговорах в Кале. К тому времени сэр Уолтер начал отходить от политики: он оставил посты управляющего в герцогстве Ланкастерском (1437) и камергера (1444), перестал посещать Королевский совет (1443). При этом барон сохранял своё влияние и благосклонность монарха.
Сэр Уолтер умер в 1449 году в своём поместье Фарли-Хангерфорд и был похоронен в кафедральном соборе в Солсбери рядом с первой женой. Он завещал значительные суммы в качестве пожертвований бедным, а также ряду церквей и монастырей. Известно, что за свою жизнь барон успел профинансировать строительство новой церкви в Фарли-Хангерфорде, часовен в Фарли и в Солсберийском соборе, дома для школьных учителей в Хейтсбери, богадельни на 12 мужчин и одну женщину; кроме того, он построил дамбу в Стэндервикском болоте близ Уорминстера (Уилтшир).

## Семья
| \| \| \| \| \| \| \| \| \| \| \| \| \| \| \| \| \| \| \| \| Уолтер Хангерфорд \| \| \| \| \| \| \| \| \| \| \| \| \| \| \| \| \| \| \| \| \| \| \| \| \| \| \| \| \| \| \| \| \| \| \| \| \| \| \| \| \| \| \| \| \| \| \| \| \| \| \| \| \| \| Уолтер Хангерфорд \| \| \| \| \| \| \| \| \| \| \| \| \| \| \| \| \| \| \| \| \| \| \| \| \| \| \| \| \| \| \| \| \| \| \| \| \| \| \| \| \| \| \| \| \| \| \| \| \| \| \| \| \| \| Мод Хейтсбюри \| \| \| \| \| \| \| \| \| \| \| \| \| \| \| \| \| \| \| \| \| \| \| \| \| \| \| \| \| \| \| \| \| \| \| \| \| \| \| \| \| \| \| \| \| \| \| \| \| \| \| \| \| \| сэр Уолтер Хангерфорд \| \| \| \| \| \| \| \| \| \| \| \| \| \| \| \| \| \| \| \| \| \| \| \| \| \| \| \| \| \| \| \| \| \| \| \| \| \| \| \| \| \| \| \| \| \| \| \| \| \| \| \| \| \| сэр Томас Хангерфорд \| \| \| \| \| \| \| \| \| \| \| \| \| \| \| \| \| \| \| \| \| \| \| \| \| \| \| \| \| \| \| \| \| \| \| \| \| \| \| \| \| \| \| \| \| \| \| \| \| \| \| \| \| \| сэр Адам Фицджон \| \| \| \| \| \| \| \| \| \| \| \| \| \| \| \| \| \| \| \| \| \| \| \| \| \| \| \| \| \| \| \| \| \| \| \| \| \| \| \| \| \| \| \| \| \| \| \| \| \| \| \| \| \| Элизабет Фицджон \| \| \| \| \| \| \| \| \| \| \| \| \| \| \| \| \| \| \| \| \| \| \| \| \| \| \| \| \| \| \| \| \| \| \| \| \| \| \| \| \| \| \| \| \| \| \| \| \| \| \| \| \| \| Уолтер Хангерфорд, 1-й барон Хангерфорд \| \| \| \| \| \| \| \| \| \| \| \| \| \| \| \| \| \| \| \| \| \| \| \| \| \| \| \| \| \| \| \| \| \| \| \| \| \| \| \| \| \| \| \| \| \| \| \| \| \| \| \| \| \| сэр Эдмунд Хасси \| \| \| \| \| \| \| \| \| \| \| \| \| \| \| \| \| \| \| \| \| \| \| \| \| \| \| \| \| \| \| \| \| \| \| \| \| \| \| \| \| \| \| \| \| \| \| \| \| \| \| \| \| \| Джоан Хасси \| \| \| \| \| \| \| \| \| \| \| \| \| \| \| \| \| \| \| \| \| \| \| \| \| \| \| \| \| \| \| \| \| \| \| \| \| \| \| \| \| \| \| \| \| \| \| \| \| \| \| \| |                                         |  |  |  |  |  |  |  |  |  |  |  |  |  |  |  |
| |                                         |  |  |  |  |  |  |  |  |  |  |  |  |  |  |  |
| | Уолтер Хангерфорд                       |  |  |  |  |  |  |  |  |  |  |  |  |  |  |  |
| |                                         |  |  |  |  |  |  |  |  |  |  |  |  |  |  |  |
| |                                         |  |  |  |  |  |  |  |  |  |  |  |  |  |  |  |
| | Уолтер Хангерфорд                       |  |  |  |  |  |  |  |  |  |  |  |  |  |  |  |
| |                                         |  |  |  |  |  |  |  |  |  |  |  |  |  |  |  |
| |                                         |  |  |  |  |  |  |  |  |  |  |  |  |  |  |  |
| | Мод Хейтсбюри                           |  |  |  |  |  |  |  |  |  |  |  |  |  |  |  |
| |                                         |  |  |  |  |  |  |  |  |  |  |  |  |  |  |  |
| |                                         |  |  |  |  |  |  |  |  |  |  |  |  |  |  |  |
| | сэр Уолтер Хангерфорд                   |  |  |  |  |  |  |  |  |  |  |  |  |  |  |  |
| |                                         |  |  |  |  |  |  |  |  |  |  |  |  |  |  |  |
| |                                         |  |  |  |  |  |  |  |  |  |  |  |  |  |  |  |
| | сэр Томас Хангерфорд                    |  |  |  |  |  |  |  |  |  |  |  |  |  |  |  |
| |                                         |  |  |  |  |  |  |  |  |  |  |  |  |  |  |  |
| |                                         |  |  |  |  |  |  |  |  |  |  |  |  |  |  |  |
| | сэр Адам Фицджон                        |  |  |  |  |  |  |  |  |  |  |  |  |  |  |  |
| |                                         |  |  |  |  |  |  |  |  |  |  |  |  |  |  |  |
| |                                         |  |  |  |  |  |  |  |  |  |  |  |  |  |  |  |
| | Элизабет Фицджон                        |  |  |  |  |  |  |  |  |  |  |  |  |  |  |  |
| |                                         |  |  |  |  |  |  |  |  |  |  |  |  |  |  |  |
| |                                         |  |  |  |  |  |  |  |  |  |  |  |  |  |  |  |
| | Уолтер Хангерфорд, 1-й барон Хангерфорд |  |  |  |  |  |  |  |  |  |  |  |  |  |  |  |
| |                                         |  |  |  |  |  |  |  |  |  |  |  |  |  |  |  |
| |                                         |  |  |  |  |  |  |  |  |  |  |  |  |  |  |  |
| | сэр Эдмунд Хасси                        |  |  |  |  |  |  |  |  |  |  |  |  |  |  |  |
| |                                         |  |  |  |  |  |  |  |  |  |  |  |  |  |  |  |
| |                                         |  |  |  |  |  |  |  |  |  |  |  |  |  |  |  |
| | Джоан Хасси                             |  |  |  |  |  |  |  |  |  |  |  |  |  |  |  |
| |                                         |  |  |  |  |  |  |  |  |  |  |  |  |  |  |  |
| |                                         |  |  |  |  |  |  |  |  |  |  |  |  |  |  |  |

Уолтер Хангерфорд был женат дважды. Первая жена, Кэтрин Певерел (дочь Томаса Певерела и Маргарет Куртене), родила ему пятерых детей. Это были:
- сэр Уолтер (умер в 1433)[10];
- Роберт, 2-й барон Хангерфорд (1409/13—1459)[10];
- сэр Эдмунд (умер в 1484)[10];
- Элизабет (около 1400—1476), жена сэра Филиппа Куртене[10];
- Маргарет (около 1413 — ?), жена сэра Уолтера Родни[10].

Второй брак, с Элеанорой Беркли (дочерью сэра Джона Беркли и Элизабет Беттесхорн), заключённый примерно в 1439 году, остался бездетным.

## Память
Уильям Шекспир в своей пьесе «Генрих V», описывая французскую кампанию 1415 года, вкладывает реплику Хангерфорда о 10 тысячах лучников в уста Ральфа Невилла, 1-го графа Уэстморленда. Именно в ответ на неё король произносит свой знаменитый монолог о дне святого Криспиана (акт IV, сцена 3).
Авторы биографии сэра Уолтера, написанной для «Истории парламента», называют его «выдающимся военным, дипломатом и политиком (а также заботливым защитником интересов своей семьи)»